# Katedra św. Piotra i Pawła w Nantes
Katedra św. Piotra i Pawła w Nantes – gotycka katedra rzymskokatolicka znajdująca się w Nantes, we Francji. Budowa katedry rozpoczęła się w 1434 i trwała ponad 400 lat.

## Historia
Początki obecnego kościoła sięgają 1434 r. Budowę rozpoczęto na miejscu starszej, romańskiej katedry, niewystarczającej na potrzeby wiernych, na koszt książąt świetnie wówczas prosperującej Bretanii. Kamień węgielny położyli wspólnie Jan książę Bretanii oraz biskup Nantes Jean de Malestroit. Pierwszym architektem obiektu był Guillaume de Danmartin, którego po śmierci zastąpił Mathurin Rodier.
Budowę obiektu podzielić można na pięć zasadniczych etapów. W pierwszym, trwającym do 1470 r. wzniesiono ścianę zachodnią oraz jedną z wież, a także południową część nawy i sąsiadujące z nią od tej strony kaplice. Rozpoczęto też prace nad dalszymi filarami, na których miała wspierać się konstrukcja nawy. W 1442, po śmierci księcia Jana, jego zbroja została wmurowana w ściany balkonu nad nawą. W drugiej fazie prac, 1470-1490, podjęto prace nad północną elewacją obiektu i również z tamtej strony wzniesiono rząd kaplic. 

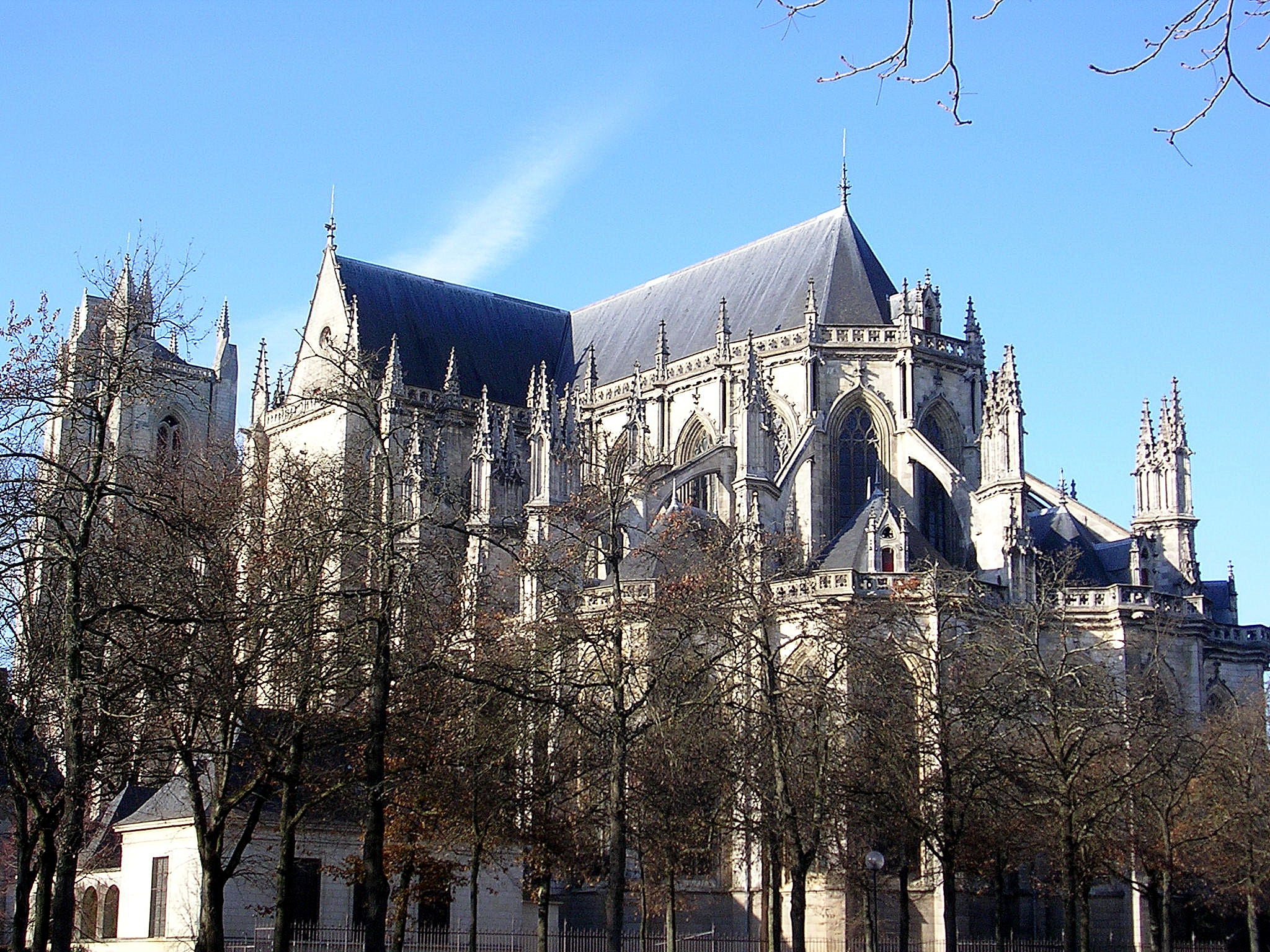
Katedra - widok od strony prezbiterium

Trzecia faza, pierwsza dekada XVI w., to okres wykonania witraży w katedrze (witraż na fasadzie ufundowała księżna Bretanii Anna, która została królową Francji). W tym okresie pracami kierował architekt Jacques Drouet, poważna część nawy została przykryta bogato malowanym sklepieniem, zakończono obydwa transepty obiektu. Po zakończeniu tych prac kościół został otwarty dla wiernych; dalsza realizacja projektu musiała zostać zawieszona z powodu braku pieniędzy. Jeszcze w 1626 – 1630 r. wykończono sklepienia, a w dwadzieścia lat później Louis Le Vau wybudował chór w stylu gotyckim.
W czasie Wielkiej Rewolucji Francuskiej kościół został zamknięty, dopiero w 1802 r. przywrócono go katolikom. Podjęto wówczas prace nad realizacją pierwotnych projektów katedry, które przeciągnęły się do 1840 r. pod kierunkiem Theodore'a Nau. Jeszcze w 1876 r., po oficjalnej rekonsekracji katedry, przebudowany chór na styl neogotycki oraz wyremontowano oba transepty.
28 stycznia 1972 r. na dachu katedry wybuchł wielki pożar, który zniszczył dużą część wyposażenia wnętrza, częściowo następnie zrekonstruowanego. Do wypadku doszło w wyniku prac dekarskich. Dopiero po ponad 13 latach prac rekonstrukcyjnych, w maju 1985 r., katedra została ponownie otwarta.
Katedra posiada rozbudowane podziemia, starsze niż sam obiekt (pochodzące z poprzedniej katedry) i poszerzane regularnie w miarę postępu prac budowlanych. Obecnie są one zamknięte dla zwiedzających i mieszczą tzw. Skarb katedry (najcenniejsze elementy jej wyposażenia) oraz zabytkowe szaty kapłańskie, sięgające późnego średniowiecza.
18 lipca 2020 w godzinach porannych w katedrze wybuchł pożar, który służby określają jako "poważny". Straż pożarna otrzymała powiadomienie o zdarzeniu o godzinie 7:44, a na miejsce wysłano 60 strażaków, zaś ich liczba zwiększyła się potem do 100. Pożar został opanowany około godz. 10. W wyniku pożaru najbardziej ucierpiała empora organowa. M. in. całkowicie spłonęły 400-letnie barokowe organy, które uniknęły zniszczenia podczas rewolucji francuskiej i pożaru świątyni w styczniu 1972 r. Zniszczone zostały także witraże. Zlokalizowano trzy źródła ognia, a władze potraktowały sprawę jako przestępstwo.

## Architektura

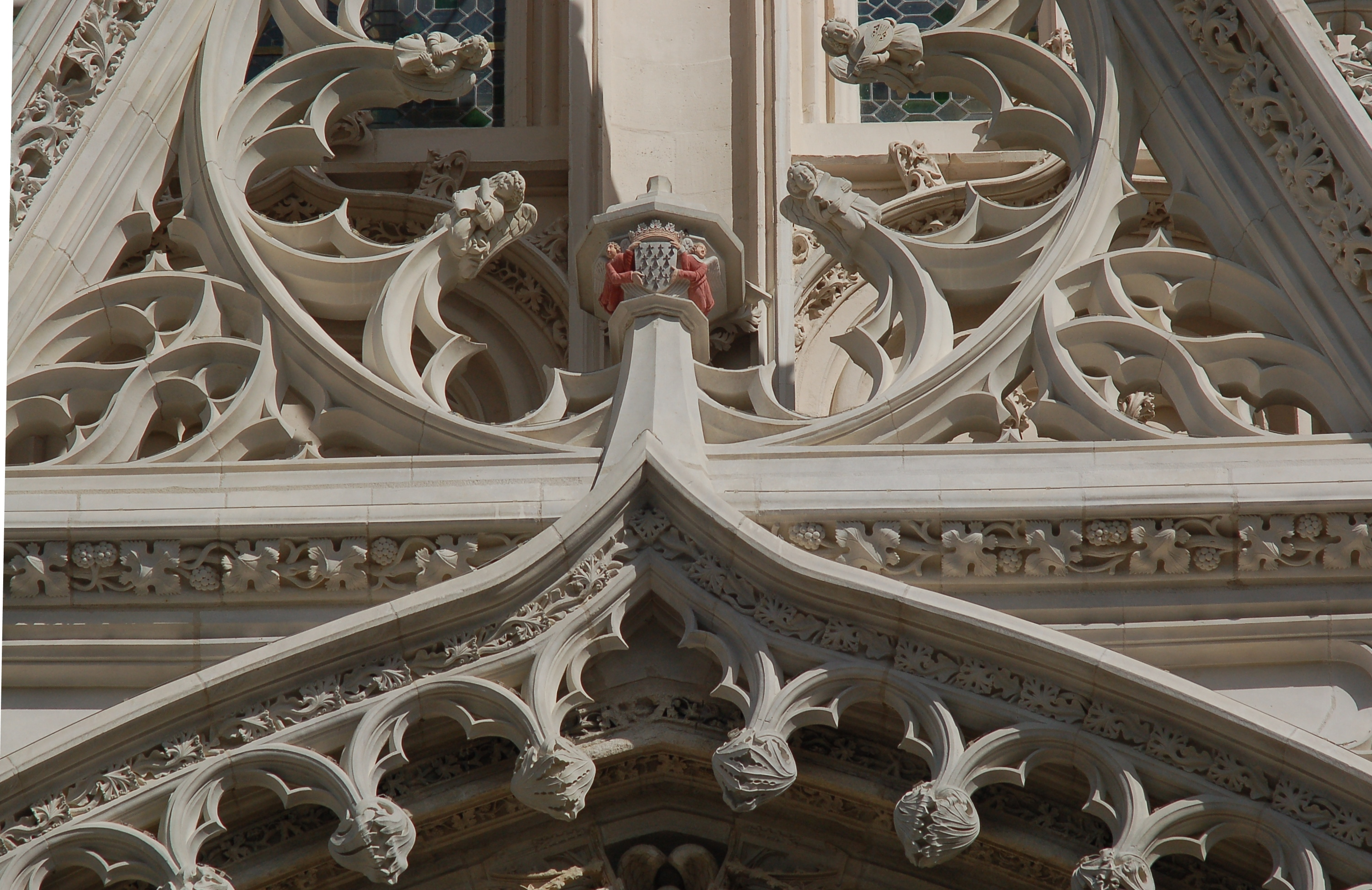
Detal dekoracji kościoła

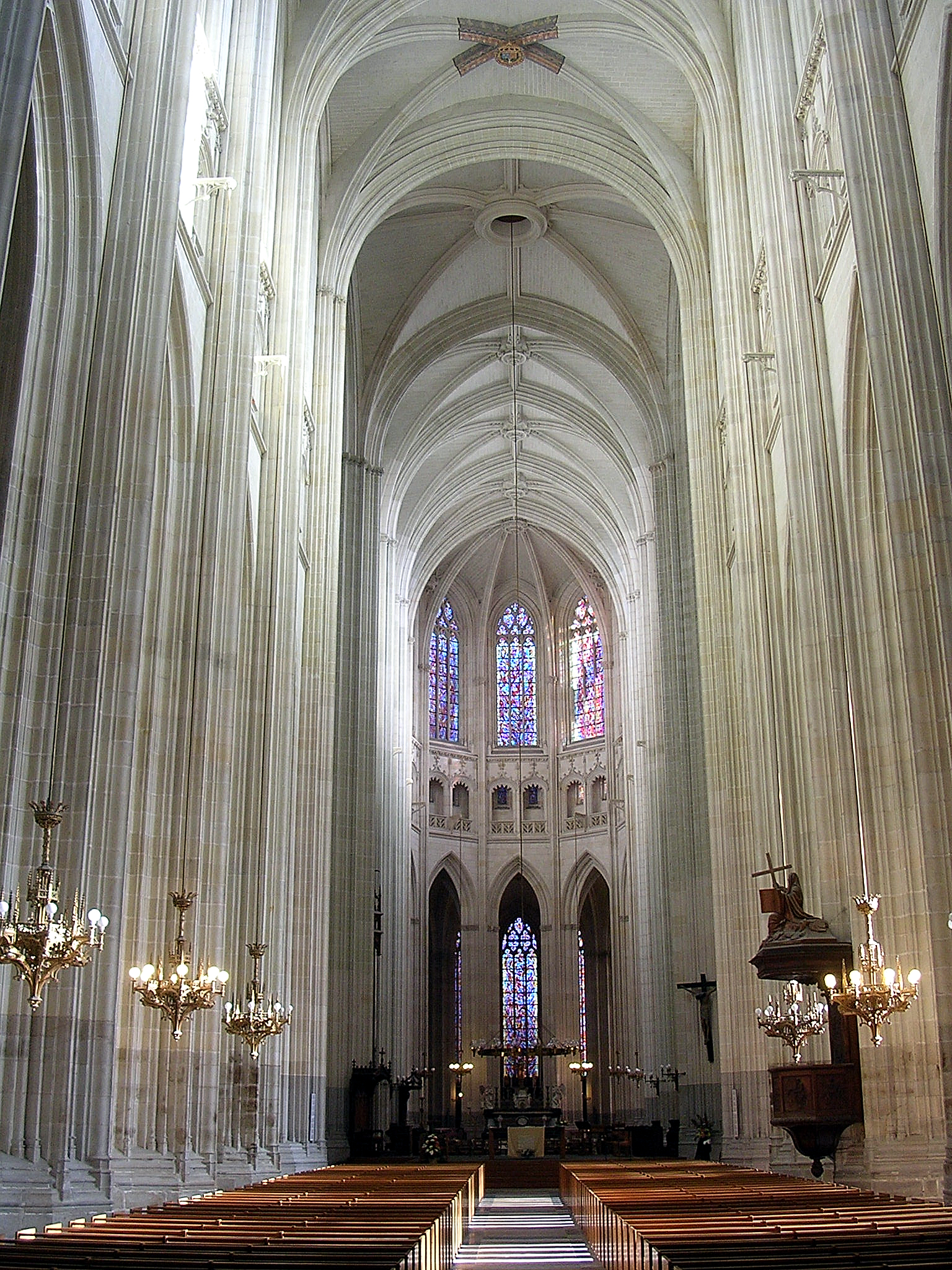
Nawa główna

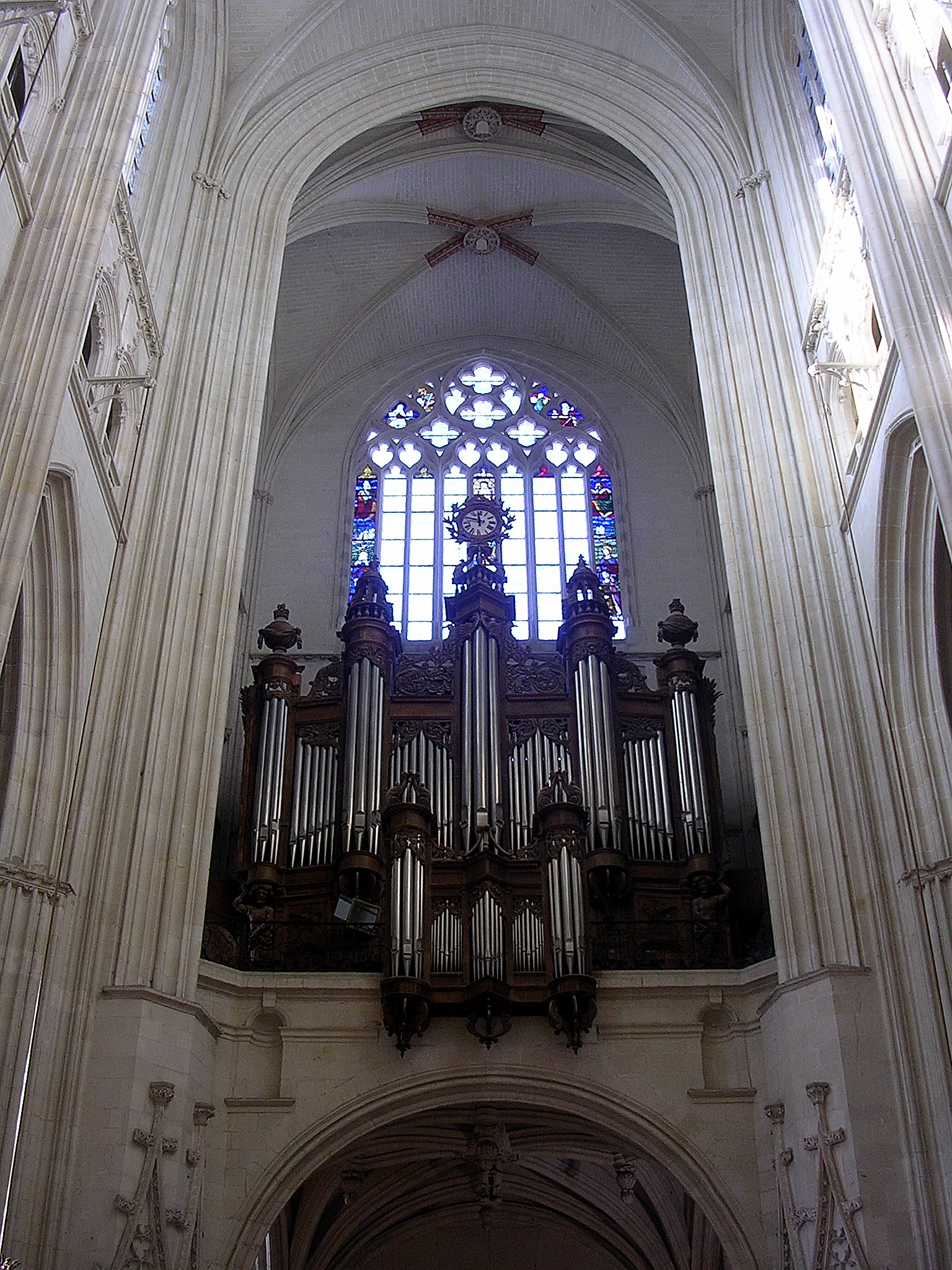
Organy

Kościół reprezentuje gotyk płomienisty. Wejście do niego wiedzie poprzez troje drzwi (bramę główną, bramę św. Piotra i bramę św. Pawła), każde z imponującym portalem, bogatym w rzeźby i płaskorzeźby. Centrum dwuwieżowej (wysokość wież – 63 metry), typowej dla francuskich katedr fasady stanowi ostrołukowe okno z witrażem i maswerkiem. Obiekt nie posiada rozety. Na obydwu wieżach znajduje się jeszcze po jednym oknie. Wieże, zbudowane na planie czworobocznym, nie są zwieńczone iglicami, ale posiadają sterczyny na każdym narożniku. Ponadto dekorują je rzędy ostrołukowych blend. Kościół wsparty jest na systemie łuków odporowych, dekorowanych sterczynami. Posiada trzy nawy, z najwyższą środkową, oraz dwa transepty. Okna dekorowane są wimpergami, maswerkami, wokół dachu obiektu rozciąga się fryz. 
Wnętrze obiektu oparte jest na rzędach filarów z białego wapienia. Prezbiterium obiektu nie jest wyodrębnione. Po pożarze z 1972 r. jedynym elementem dawnego wyposażenia jest barokowa drewniana ambona w nawie głównej, obiekt nie posiada także ołtarza głównego. Witraże w kościele przedstawiają głównie motywy florystyczne. Katedra posiada również bogatą dekorację rzeźbiarską, głównie bestiarium oraz figury aniołów, jak również posągi pierwszych fundatorów oraz rzeźba Przeszłości i Przyszłości – wizerunek człowieka o dwóch twarzach (starca i młodej kobiety). Jedyna nawa ma 103 metry długości i 38 metrów szerokości. Witraż w południowym transepcie jest największym witrażem we Francji. W kościele znajduje się również poliptyk przedstawiający narodzenie Chrystusa
W kościele pochowani zostali rodzice Anny Bretońskiej, Małgorzata de Foix i Franciszek II Bretoński. Ich nagrobek, z wizerunkami spersonifikowanych czterech cnót głównych: sprawiedliwości, męstwa, roztropności i umiarkowania – stanowi bezcenny zabytek renesansowej rzeźby. Spoczęło tutaj również serce samej księżnej Bretanii i królowej Anny, zgodnie z jej życzeniem.